# Тойотама-хіме
Тойотама-хіме (яп. 豊玉姫 блискуча коштовність), також відома як Отохіме (яп. 乙姫) — богиня в японській міфології, дочка Рюдзіна, бога моря. Вона одружилася з мисливцем Хоорі і дала народження синові, який своєю чергою породив імператора Дзімму, першого японського імператора. Після народження дитини, вона перетворилася на дракона або вані і полетіла. Отохіме також персонаж відеогри Окамі.